# Équipe de la décennie 1992-2002 du championnat d'Angleterre de football
L'équipe de la décennie du championnat d'Angleterre est le résultat d'un vote organisé par la Premier League à l'occasion des dix ans de sa création. Plus de 750 000 personnes ont voté pour élire les 11 joueurs les plus marquants de la décennie écoulée (1992-2002).
Les joueurs furent choisis pour former une équipe disposée en 4-4-2, avec par conséquent : 1 gardien, 4 défenseurs, 4 milieux et 2 attaquants.

## Équipe de la décennie
Peter Schmeichel - Gary Neville, Tony Adams, Marcel Desailly, Denis Irwin - David Beckham, Paul Scholes, Patrick Vieira, Ryan Giggs - Alan Shearer, Éric Cantona.
Parmi ces onze joueurs, sept ont passé l'essentiel de cette période dans le club de Manchester United qui a remporté sept des dix titres mis en jeu sur la période. Parmi les autres, Marcel Desailly a évolué à Chelsea, Tony Adams et Patrick Vieira à Arsenal et enfin Alan Shearer à Blackburn et Newcastle.

## Autres récompenses
- Meilleur joueur anglais (domestic player award) : Alan Shearer

- Meilleur joueur étranger (overseas player award) : Éric Cantona

- Meilleur entraîneur (manager award) : Sir Alex Ferguson

- Meilleur commentateur (commentator award) : Martin Tyler

- Contribution remarquable (outstanding contribution) : Alan Shearer

- Citation (quote) : Kevin Keegan (« I would love it »)

- Plus grand nombre de matches joués (most Premier League appearances) : Gary Speed

- Meilleur buteur (top goal-scorer) : Alan Shearer

- Gardiens au plus grand nombre de matches sans but encaissés : David Seaman

- Marqueur du 10000e but de la compétition : Les Ferdinand

- Entraîneur au plus grand nombre de matches dirigés : Sir Alex Ferguson